# Jost Bürgi

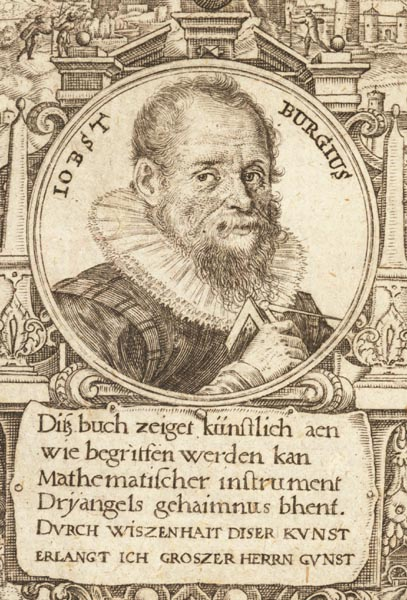
Jobst Burgius

Jost Bürgi (ook Joost of Jobst Bürgi) (Lichtensteig, 28 februari 1552 - Kassel, 31 januari 1632) was een Zwitserse klokkenmaker, maker van astronomische instrumenten en wiskundige. Hij heeft rond 1600 onafhankelijk van Napier het idee van logaritmes uitgewerkt. Hij was vooral actief aan de hoven in Kassel en Praag. 